# Isabel Gormley
Isabel Gormley (1 de marzo de 2002) es una deportista estadounidense que compite en natación. Ganó una medalla de plata en el Campeonato Mundial Junior de Natación de 2019, en la prueba de 400 m estilos.